# Boxberg, Main-Tauber
Boxberg là một thị trấn nằm ở huyện Main-Tauber-Kreis, thuộc bang Baden-Württemberg, Đức. Nơi đây nằm cách Tauberbischofsheim 16 km về phía nam.

## Dân số
| Năm    | 1961 | 1970 | 1991 | 1995 | 2005 | 2010 | 2015 | 2020 |
| Số dân | 1021 | 1146 | 6827 | 7303 | 7249 | 7027 | 6630 | 6718 |